# Hydrocotyle yanghuangensis
Hydrocotyle yanghuangensis är en växtart i släktet Hydrocotyle och familjen araliaväxter.
Arten förekommer i Ecuador. Den beskrevs först som Hydrocotyle quinqueloba f. yanghuangensis av Georg Hans Emmo Wolfgang Hieronymus 1895, och fick sitt nu gällande namn av Mildred Esther Mathias 1936.